# Даджу (держава)
Даджу або Даго — середньовічна африканська держава в Східному Судані, що утворилася у XII ст. Внаслідок міграцій берберів та рабів напочатку XV ст. припинила своє існування.

## Історія
Згідно з усними традиціями, племена даджу (даго) кочували зі сходу чи півдня до регіону Шенді в царстві Мукурра. З часом перебралися до плато Марра в сучасному Дарфурі. тут вони підкорили поселення або союзи племен, що належали до культури Тора. За свідченням арабських істориків вже у XII даджу створнили власну державу. Перша письмова згадка про неї відноситься до 1154 року.
У XIII ст. Держава Даджу визнала зверхність імперії Канем. Напочатку XIV ст. з ослабленням останньої Даджу фактично здобуває незалежність, що було підтверджено до 1350-х років. Весь цей період основним напрямком політики були грабіжницькі походи проти сусідів.
Напочатку XV ст. починаються конфлікти з племенами тунджур, що оголосили про незалежність та на північ від Даджу утворили власну державу. Зрештою малік Ахмад зазнав поразки й втік до імперії Борну, на кордоні з якою створив султанат Дар Сіла.

## Устрій
На чолі стояв володар, що мав титул бугур (буге), який мав також скральний характер на кшталт правителів-жерців. Кожен новий бугур зводив власну резиденцію.
Державні інституції ще не були достатньої розвинений. Значний вплив залишав кочовий спадок. Дещо було запозичено від Мукурри та Канему.

## Економіка
Основу становили скотарство і торгівля. Ремісництво було розвинено слабенько, лише для внутрішніх потреб існувало гончарство (відомі вироби у пізньомероеському стилі) та ткацтво. Міста, яких відомо лише 2 — Таджува і Самна — були скоріше політичними, аніж економічними центрами. Тісними були торгівельні зв'язки з державою Алва.

## Культура
Природно сповідували різні традиційні африканські вірування, насамперед анамізм. Внаслідок численних контактів з християнською державою Муккура починає поступово поширюватися християнство. З XIII ст. проникає сюди іслам.
Священним місцем було поховання правителів Даджу біля озер Дереїба на вершині плато Марра, які слугували місцями паломництва до XX ст.